# Braine
Braine je naselje in občina v severnem francoskem departmaju Aisne regije Pikardije. Leta 2009 je naselje imelo 2.127 prebivalcev.

## Geografija
Kraj se nahaja v pokrajini Soissonais ob reki Vesle, 18 km vzhodno od  Soissonsa.

## Administracija
Braine je sedež istoimenskega kantona, v katerega so poleg njegove vključene še občine Acy, Augy, Bazoches-sur-Vesles, Blanzy-lès-Fismes, Brenelle, Bruys, Cerseuil, Chassemy, Chéry-Chartreuve, Ciry-Salsogne, Courcelles-sur-Vesles, Couvrelles, Cys-la-Commune, Dhuizel, Glennes, Jouaignes, Lesges, Lhuys, Limé, Longueval-Barbonval, Merval, Mont-Notre-Dame, Mont-Saint-Martin, Paars, Perles, Presles-et-Boves, Quincy-sous-le-Mont, Révillon, Saint-Mard, Saint-Thibaut, Serches, Sermoise, Serval, Tannières, Vasseny, Vauxcéré, Vauxtin, Viel-Arcy, Villers-en-Prayères in Ville-Savoye z 11.291 prebivalci.
Kanton je sestavni del okrožja Soissons.

## Zanimivosti
- Opatijska cerkev Saint-Yved de Braine, grajena v letih 1180-1216 v pretežno gotskem stilu, od 1840 na seznamu francoskih zgodovinskih spomenikov; poleg nje se nahaja nekropola grofov de Dreux.
- trdnjava Château de la Folie iz 13. stoletja, porušena v 15. stoletju
- dvorec Château de Bas, rezidenca lokalnega gospostva.